# Коул, Чарли (фотожурналист)
Чарли Коул (англ. Charlie Cole, 28 февраля 1955, Бонем, Техас — 5 сентября 2019, Бали, Бали, Индонезия) — американский фотожурналист, один из фотографов, сделавших знаменитый снимок с танками на площади Тяньаньмэнь в Пекине в июне 1989 года.

## Биография
Коул родился 28 февраля 1955 году в Бонеме. Окончил университет по специальности «журналистика». Чарли Коул побывал в нескольких странах Азии, где фотографировал протесты населения против авторитарных режимов.
В 1986 году Коул работал на Филиппинах, где в то время вспыхнула так называемая Жёлтая революция — восстание против тогдашнего президента страны Фердинанда Маркоса. В 1987 году в Южной Корее Коул фотографировал массовые акции протеста против режима авторитарного президента страны Чон Ду Хвана.
В июне 1989 года Чарли Коул побывал в Китае, где сделал снимок, ставший известным во всем мире под названием «Неизвестный бунтарь». Коул сфотографировал прохождение танковой колонны с балкона отеля в Пекине. По словам фотожурналиста, он ожидал, что мужчина, преградивший путь танкам, вскоре погибнет, и поэтому хотел запечатлеть эту сцену. Однако военные увели протестующего, его судьба до сих пор остаётся неизвестной.
За этот снимок Чарли Коул получил награду World Press Photo в 1990 году. Он был одним из четырёх фотографов, которым удалось запечатлеть этот эпизод на фото.
Чарли Коул скончался 13 сентября 2019 года на индонезийском острове Бали в возрасте 64 лет.